# Ornela Vorpsi
Ornela Vorpsi, née le 3 août 1968 à Tirana en Albanie, est une romancière et plasticienne. Ornela Vorpsi a étudié les beaux-arts à Tirana puis, à partir de 1991, à Milan (Accademia di Belle Arti di Brera). Elle termine ses études à Paris-VIII. Depuis 1997, elle réside à Paris.

## Biographie
Ornela Vorpsi est une écrivaine d'expression albanaise, italienne et française. Ses œuvres sont traduites dans dix-huit pays. Tu convoiteras est son premier texte écrit directement en français. Ses livres ont été récompensés en Italie de nombreux prix prestigieux, notamment le Prix Grinzane Cavour, le prix Elio Vittorini, le prix L'Albatros Città di Palestrina, Prix Città di Tropea, Premio città di Vigevano, Italie, Prix Méditerranée des lycéens France.
Son premier ouvrage est un livre de photographies, une monographie publiée chez Scalo Publishers (Zurich), intitulée Nothing Obvious.
Son travail de plasticienne est présenté par la Galerie Analix-Forever, à Genève.
En 2016, elle a participé comme auteur invité à la Biennale de Venise (Architecture).

## Distinctions
- 2004 : lauréate de la Villa Kujoyama (Japon).
- 2007 : lauréate de l'Office allemand d'échanges universitaires DAAD (Deutscher Akademischer Austauschdienst), (Allemagne).

## Livres publiés
- Nothing Obvious, monographie photo, éditions Scalo, 2001[2],[3],[4],[5]
- Le Pays où l’on ne meurt jamais, Actes Sud, 2004[6]
- Buvez du cacao Van Houten !, Actes Sud, 2005
- Vetri rosa, avec Mat Collishaw et Philippe Cramer, Éditions Take5, 2006
- Tessons roses, Actes Sud, 2007
- Vert venin, Actes Sud, 2007[7]
- Ci-gît l’amour fou, Actes Sud, 2012
- Tu convoiteras, Gallimard, 2014[8],[9]
- L’Été d’Olta, Gallimard, 2018[10]

## Expositions
- Carte Blanche, commissaire Michele Robecchi, Galerie Analix Forever, Genève, Suisse
- Portrait(s)   -  exposition d’œuvres photographiques et peintures du Centre national des arts plastiques à La Motte-Servolex - Chambéry Aix-les-Bains
- Photomed 2011, Festival de la photo méditerranéenne, Photomed, commissaire Jean-Luc Monterosso, en collaboration avec la Maison européenne de la photographie, à Sanary-sur-Mer.
- Peinture, encore, Galerie Analix Forever, Genève, pour Art Brussels 2010, Bruxelles
- Arte di Moda, Galerie Analix Forever, Genève, pour MiArt , Milan
- Fiesta ! Analix Forever, Genève
- Peintures, entre autres, Analix Forever, Genève
- Words without thoughts never to heaven go with Analix Forever - Fiera Bologna, Italie
- Autoportrait, Analix Forever, Show of, Paris
- Vetri Rosa avec Mat Collishaw, Artcurial, Paris
- Heroes in Show off with Analix Forever, Paris Art fair , Bruxelles
- November trees and other dreams, exposition collective, galerie Analix Forever, Genève
- Vetri Rosa, avec Mat Collishaw et Philippe Cramer, galerie Analix Forever et Cramer+Cramer, Genève, Éditions Take5
- Girls, girls, girls - Arts Press commissaire, CAN, Centre d'Art Neuchâtel
- The Balkans, a crossroad to the future, Harald Szeemann commissaire
- Blood & Honey, Samlung Essl, Vienna Autriche Harald Szeemann commissaire
- Onufri , Galerie Nationale, Tirana, Albanie
- Paris Photo, Carrousel du Louvre, Paris, Galerie 213, Paris
- Politique de l'intérieur, Galerie 213, Paris
- Biennale di Tirana, Galerie nationale, Tirana
- Paris Photo, Carrousel du Louvre, Paris Art Fair 31, B‚ le Scalo Galerie, Zurich
- Blood and Honey", Essl Museum - Kunst der Gegenwart (Commissaire d'explosion Harald Szeemann ) etc.